# 정세인
정세인(1994년 12월 4일 ~ )은 대한민국의 배우이다.

## 출연작

### 드라마
- 《불의 여신 정이》 (MBC, 2013년) - 신성군 역
- 《내 딸 서영이》 (KBS2, 2012년)
- 《내 사랑 나비부인》 (SBS, 2012년)
- 《로열 패밀리》 (MBC, 2011년)
- 《태희 혜교 지현이》 (MBC, 2009년) - 김영철 역
- 《개와 늑대의 시간》 (MBC, 2007년) - 어린 강민기 역
- 《이레자이온》 (KBS2, 2006년) - 금강 역
- 《깡순이》 (EBS, 2004년)
- 《울라불라 블루짱》 (KBS2, 2004년)
- 《토지》 (SBS, 2004년) - 어린 이상현 역

### 영화
- 《살인의 강》 (2010년) - 16세 동식 역
- 《돌려차기》 (2004년) - 햇살태권도 정훈 역
- 《효자동 이발사》 (2004년) - 영식 역

## TV 방송
- 《퀴즈 대한민국》(2007년 1월 21일 방송분 출연)

### 뮤직비디오
- 박용하 - 가지마세요

### 뮤지컬
- 《아름다운 세상을 위하여》